# Ребека Уокър
Ребека Уокър (на английски: Rebecca Walker) американска писателка феминистка. Включена е от списание „Тайм“ в списъка на 50-те бъдещи лидери на Америка през 1994 г.

## Биография
Родена е в Джаксън, Мисисипи, САЩ на 17 ноември 1969 г. Майка ѝ Алис Уокър е афроамериканска писателка, баща ѝ Мел Левентал е еврейски адвокат в САЩ. Казва за себе си, че е „черна, бяла и еврейка“, което е заглавието на мемоарите ѝ, публикувани през 2001 г.
След развода на родителите си живее последователно по 2 години в Бронкс, Ню Йорк в изцяло еврейска среда, с баща си и в Сан Франциско, в изцяло афроамериканска среда при майка си. На 15 години сама решава да смени фамилията си от бащината Левентал с тази на майка си – Уокър.
Дипломира с отличие от университета в Йейл през 1992 г.
Работи като редактор на списание „Ms.“ дълги години. Именно там излиза първата ѝ силна феминистка заявка – статията „Да станеш третата вълна“. В годините нейни статии са публикувани и в множество други списания.
Получава множество награди за активизма си: от Американската асоциация на жените в университетите, „Феминистки на годината“ от фонда за Феминисткото мнозинство, от Лигата на жените-избиратели в САЩ.
През 2013 г. публикува първия си роман „Adé: A Love Story“. През март 2014 г. Мадона обявява, че ще режисира филм по романа. Книгата разказва за две американски студентки на пътешествие в Кения, като едната от тях се влюбва в местен мъж.
Ребека Уокър има син – Тензин (роден 2004 г.). Живее в Лос Анжелис.

## Книги
Ребека Уокър е автор на няколко книги:
Да си истински: да кажем истината и променим лицето на феминизма (1996)
Черна, бяла и еврейка: автобиография (2000)
Какво е човекът: 22 писателя си представят бъдещето (2004)
Любов към бебето: избиране на майчинството след цял живот амбивалентност (2007)
Едно голямо семейство (2009)
Аде: любовна история (2013)

## Феминизъм
Уокър въвежда понятието „третата вълна феминизъм“, когато на 22 пише забележителната си статия „Да станеш третата вълна“.
Тя дефинира понятието трета вълна феминизъм в края на статията си, като пише: „Да си феминист е да интегрираш идеологията на равенството и даването на сила на жените чрез всяка фибра на своя живот. Това е да търсиш лична чистота в мъглата на системно унищожение, да си сестра с жение, докато често сме разделени, да разбереш структурите на властта с намерение да ги промениш“.
Съосновава Фондация „Фонд Трета вълна“ с основна задача да насърчи младите жени да се включат в лидерски роли. Фондацията ѝ осигурява стипендии за физически лица и проекти, които подкрепят младите жени.